# Нейкирх, Олег
Олег Николаевич Нейкирх (болг. Олег Николаев Нейкирх; 8 марта 1914, Тифлис — 26 августа 1985, София) — болгарский шахматист; международный мастер (1957). Шахматный теоретик. Около 20 лет был тренером команды Болгарии. Экономист. Участник 20 чемпионатов Болгарии, в том числе 1937, 1938, 1943, 1957 — 1-е; 1940, 1948, 1953 — 1-2-е; 1936 — 2-е; 1951 — 2-3-е; 1946, 1960 — 3-е места. В составе команды Болгарии участник олимпиад 1939—1954, 1958, 1960 (всего 49 матчей, 12 побед, 20 ничьих, 17 поражений). Участник зонального турнира ФИДЕ в Софии (1957) — 2-4-е место и межзонального турнира в Портороже (1958) — 15-е место. Выступал за клуб «Червено знаме» (София).
Лучшие результаты в других международных соревнованиях: Гота (1957) — 4-6-е; Кинбаум (1958) — 2-4-е места. Автор многих книг по теории дебютов.
В 1920 году семья Нейкирха переехала в Болгарию.

## Книги
- Шахматни дебюти. — Ч. 1—3. — София, 1955—1958.
- XV шахматна олимпиада. — София, 1963.
- Дамски гамбит. — София, 1966.
- Система с четирите пешки в староиндийска защита. — София, 1974
- Испанска партия. — София, 1975—1981.
- Първи стъпки в шахмата: Ръководство. — София, 1976.